# Aegle flavida
Aegle flavida là một loài bướm đêm trong họ Noctuidae.